# Dorfkirche Wetzenow

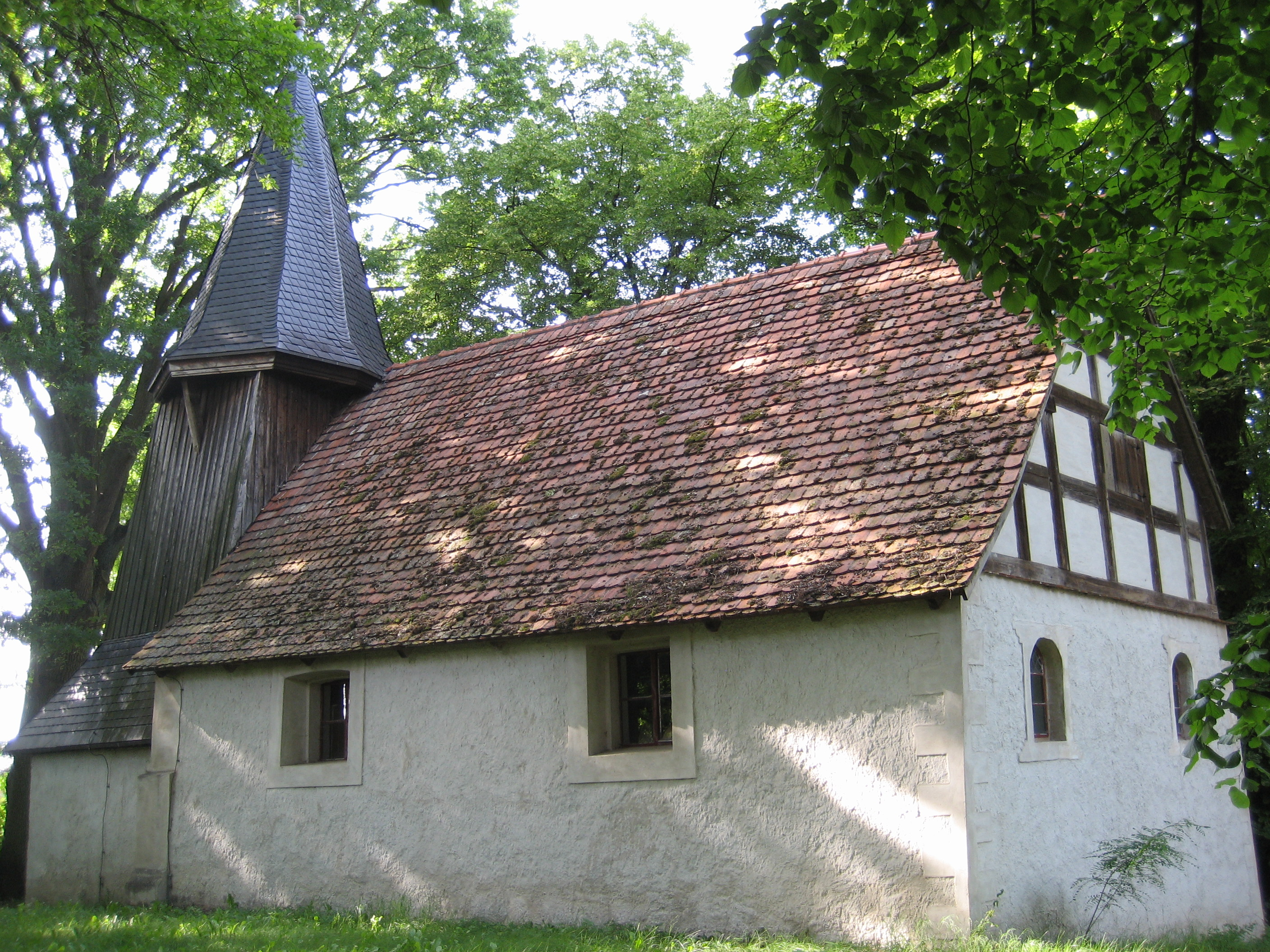
Kirche von Wetzenow

Die Dorfkirche Wetzenow ist eine Kirche im Ortsteil Wetzenow der Gemeinde Rossow, im Landkreis Vorpommern-Greifswald im Bundesland Mecklenburg-Vorpommern.

## Kirchengemeinde
Wetzenow ist eines von elf Kirchdörfern der Dorfkirche Zerrenthin im evangelischen Pfarrsprengel Zerrenthin und gehörte bis 1974 zum Kirchenkreis Brüssow der Kirchenprovinz Mark Brandenburg bzw. der Evangelischen Kirche in Berlin-Brandenburg und anschließend zum Kirchenkreis Pasewalk der Pommerschen Evangelischen Kirche. Seit Mai 2012 ist es Teil der Propstei Pasewalk im Pommerschen Evangelischen Kirchenkreis des Sprengel Mecklenburg und Pommern (Sitz des Sprengel-Bischofs in Greifswald) der Evangelisch-Lutherischen Kirche in Norddeutschland. Katholische Kirchenglieder, die in Rossow wohnen, sind in die Pfarrei St. Otto Pasewalk-Strasburg-Viereck integriert, die Teil des Dekanats Vorpommern im Erzbistum Berlin ist.

## Geschichte, Baubeschreibung und Ausstattung

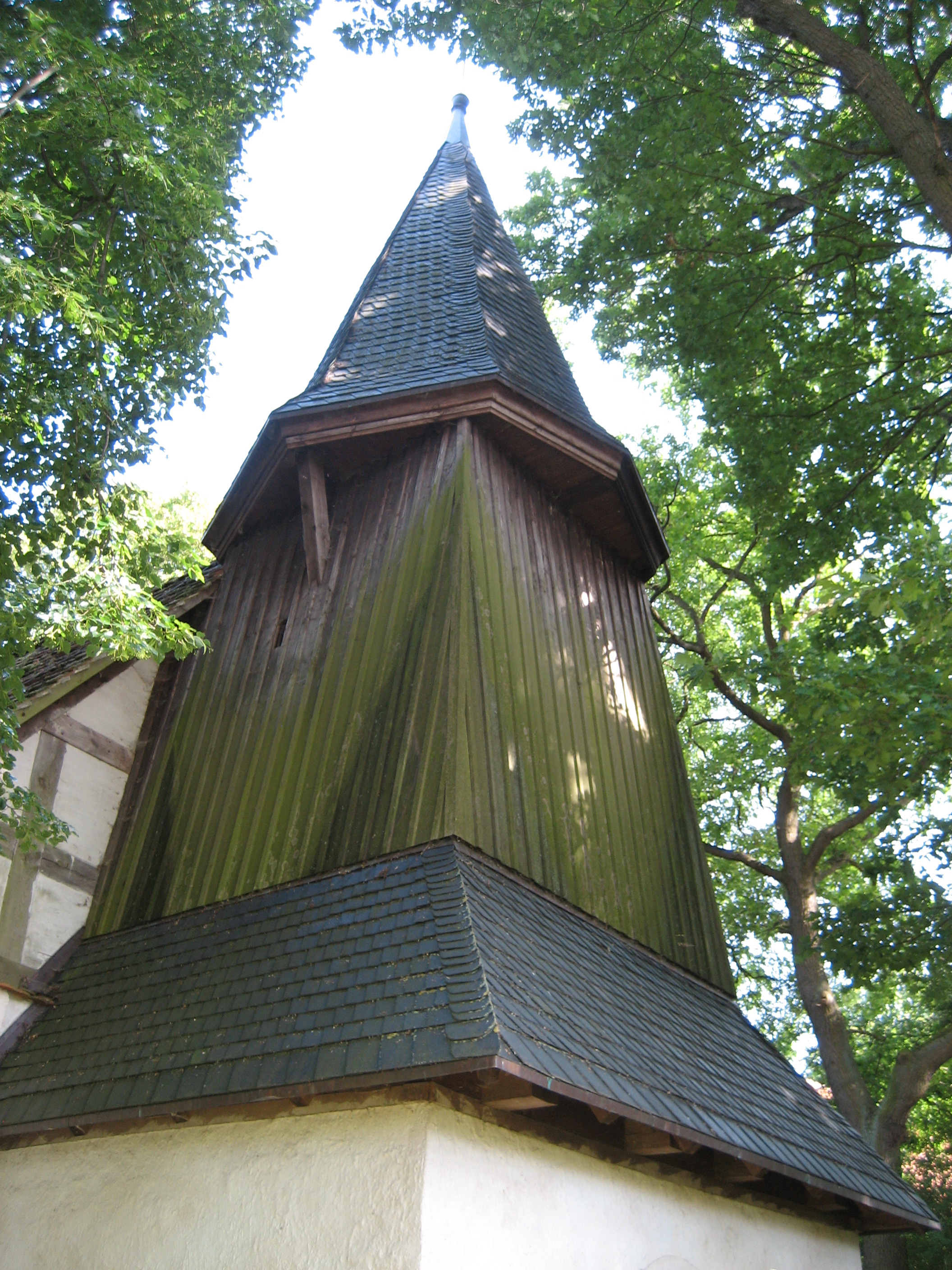
Kirchturm mit geböschtem Obergeschoss

Der Kirche Wetzenow ist ein kleiner, verputzter Saalbau aus dem 16. Jahrhundert mit eingezogener Nordostecke. Die Wände des Saalbaus bestehen aus verschiedenen Baumaterialien während die Giebel aus Fachwerk aus dem Jahr 1672 sind. Der Kirchturm an der Westseite, besteht im Unterbau aus einem bauzeitlich entstandenen Feldsteingemäuer und im ebenfalls 1672 entstandenen Oberbau aus einem verbretterten, geböschten Obergeschoss mit einem schiefergedeckten Spitzhelm, der eventuell von einer anderen Kirche stammen könnte. Die Fenster des Saalbaus an der Ostseite sind Segmentbogenfenster mit getreppten Faschen und Eckrustika, an der Nordseite Spitzbogenfenster in Nischen sowie Rechteckfenster ebenfalls mit Faschen. Der Kirchhof ist von einer Feldsteintrockenmauer umgeben. Die Wetzenower Kirche drohte zu verfallen und 1996 bestand Einsturzgefahr. Inzwischen wurde die Kirche durch private Spenden und mit Hilfe der staatlichen Denkmalpflege und der Deutschen Stiftung Denkmalschutz weitgehend saniert, sodass im Jahr 2000 die Wiedereinweihung stattfinden konnte. Heute ist die Wetzenower Kirche ein beliebter Ausflugsort für besondere gesamtgemeindliche Gottesdienste des Pfarrsprengels Zerrenthin.
Der Innenraum weist eine Flachdecke mit Ornamenten und biblischen Motiven auf, die wahrscheinlich 1905 von Erich Kistenmacher aus Berlin ausgeführt wurde. Der kleine farbig gefasste Altaraufsatz in Renaissanceformen aus dem 17. Jahrhundert ist wahrscheinlich aus den Resten eines größeren Altars zusammengesetzt und zeigt zwischen zwei Säulen ein Abendmahlsrelief und in der Bekrönung Christus als Weltenrichter. Das Altargehege stammt hingegen aus dem 19. Jahrhundert, genauso wie das Gestühl und die Empore, während die Kanzel mit Rückwand und Schalldeckel wohl schon um 1800 angefertigt wurde. Eine ebenfalls in der Kirche befindliche Schnitzfigur Johannes des Täufers stammt bereits aus der 1. Hälfte des 16. Jahrhunderts und war vermutlich Teil eines anderen Altars, hingegen wurde die Kabinettscheibe, die die Kreuzigung zeigt, erst nach 1690 angefertigt. Mehrere Totenkranzkonsolen stammen aus dem 18. und 19. Jahrhundert. Des Weiteren befindet sich ein Holzepitaph für Beate Louise Krumbach (1808–1822) mit geschnitzten Akanthuswangen und Baldachin in der Wetzenower Kirche.
Die Orgel mit einem neugotischen Prospekt wurde 1905 von Barnim Grüneberg aus Stettin gebaut. Die einzig vorhandenen Kirchturmglocke wurde 1840, nach anderen Angaben 1880, von Carl Voß aus Stettin gegossen.